# Mentalna higijena
Mentalna higijena je peti studijski album pulskog rock sastava Atomsko sklonište.
Album je snimljen u samo dva dana u vrhunskoj produkciji Johna Etchellsa u londonskom JAM studiju. Tekstove i glazbu u cijelosti je napisao Bruno Langer pa time u potpunosti preuzima sve ključne funkcije. Aranžmani su djelo cijelog Atomskog skloništa. Ta će ploča postati njihov najprodavaniji i najpopularniji album te će njome osvojiti sam vrh jugoslavenske rock scene: osvojit će naslov najbolje grupe godine. Mentalna higijena je istovremeno i komercijalna i kvalitetna. Izdala ju je diskografska kuća RTV Ljubljana. Vrhunska glazba i novi, svježi i primjetno drugačiji tekstovi doveli su grupu na vrhunac popularnosti.
Na Mentalnoj higijeni nalazi se najveći hit, a to je Treba imat dušu koja je tri mjeseca bila neosporivi br. 1 na jugoslavenskim top ljestvicama. Jedan dio tiraže ploče Mentalne higijene snimljen je s pogreškom, tako da Treba imat dušu preskače na samom početku. Pored nje, tu su još i: Na palubi jada, Jonhy, Žuti kišobran, Kraljica Cigana...
Najbrža pjesma je Pun mjesec. Album završava pjesmom Mutna Rijeka, čiji je tekst nastao po istinitom događaju. Poznati saksofonist i član grupe King Crimson, Mell Collins, odsvirao je solo dionicu u toj pjesmi, a pojavljuje se i u pjesmi Žuti kišobran. Ploča se, za manje od mjesec dana, prodala u preko 150.000 primjeraka i na kraju dostigla platinastu tiražu.

## Članovi grupe
- Sergio Blažić - glavni vokal
- Bruno Langer - bas, tekst i vokal
- Dragan Gužvan - gitara
- Zdravko Širola - bubnjevi, klavijature

## Popis pjesama
1. Treba imat' dušu
2. Na palubi jada
3. Rahela
4. Johny
5. Žuti kišobran
6. Kraljica Cigana
7. Pun mjesec
8. Iza zida
9. Mutna rijeka